# Aimen Rizouk
Aimen Rizouk (ur. 3 sierpnia 1979 w Algierze) – algierski szachista, pierwszy arcymistrz w historii tego kraju (tytuł otrzymał w 2007 roku).

## Kariera szachowa
W latach 1992–1999 kilkukrotnie reprezentował Algierię na mistrzostwach świata juniorów w różnych kategoriach wiekowych. W 1998 r. zdobył w Doha tytuł mistrza krajów arabskich juniorów do 20 lat, jednocześnie wypełniając pierwszą normę na tytuł arcymistrza. W 2000 r. zdobył tytuł indywidualnego mistrza Algierii oraz wystąpił w Shenyangu w turnieju o Puchar Świata. W 2001 r. podzielił II m. (za Władimirem Jepiszynem, wspólnie z m.in. Igorem Glekiem) w otwartym turnieju w Werther (Westf.) oraz zakwalifikował się do rozegranego w Moskwie pucharowego turnieju o mistrzostwo świata, w I rundzie przegrywając z Aleksiejem Szyrowem. W 2002 r. podzielił II m. (za Irisberto Herrerą, wspólnie z Rui Damaso, Bogdanem Laliciem, Rusłanem Pogorełowem i Carlosem Matamorosem Franco) w turnieju Malaga Open w Maladze, natomiast w 2003 r. podzielił II m. (za Kevinem Spraggettem, wspólnie z Luisem Galego) w Vila Real de Santo António oraz zwyciężył (wspólnie z Pablo San Segundo Carrillo, Borysem Czatałbaszewem i Rubénem Felgaerem) w San Sebastián. W 2005 r. zajął I m. w Reus, a w Barcelonie (podczas drużynowych mistrzostw Katalonii) wypełnił drugą normę na tytuł arcymistrza. W 2006 r. zajął II m. (za Aleksiejem Gawryłowem) w Pontevedrze oraz zwyciężył (wspólnie z Ilmarsem Starostitsem i Marcosem Llanezą Vegą) w Mondariz. W 2007 r. podzielił III m. (za Danielem Camporą i Karelem van der Weide, wspólnie z m.in. Kevinem Spraggettem, Josepem Manuelem Lopezem Martinezem, Mohamedem Tissirem, Davorem Komljenoviciem) w Sewilli i zdobył trzecią arcymistrzowską normę. W 2008 r. podzielił I m. (wspólnie z Diego Adlą) w Saragossie. W 2009 r. zwyciężył w Monastyrze oraz wystąpił w rozegranym w Chanty-Mansyjsku turnieju o Puchar Świata, w I rundzie ulegając Dmitrijowi Jakowienko. W 2010 r. zajął I m. w Vitorii.
Reprezentował Algierię w turniejach drużynowych, m.in.: dwukrotnie na olimpiadach szachowych (w latach 1994, 2008) oraz  na drużynowych mistrzostwach panarabskich (w roku 2007), zdobywając wspólnie z drużyną brązowy medal.
Najwyższy ranking w dotychczasowej karierze osiągnął 1 marca 2010 r., z wynikiem 2540 punktów zajmował wówczas 1. miejsce wśród algierskich szachistów.